# Vrouwen Eerste divisie
De Vrouwen Eerste divisie is de op een na hoogste competitie in het Nederlandse vrouwenvoetbal. Evenals de Vrouwen Eredivisie en de Vrouwen Tweede divisie valt zij onder de afdeling betaald voetbal van de KNVB.

## Geschiedenis

### Voorganger
De Vrouwen Eerste divisie kwam in plaats van de Vrouwen Beloftencompetitie die bestond van 2018 tot 2023. Deze was voor speelsters tot en met 19 jaar. Er mochten drie veldspeelsters ouder dan 19 jaar op het wedstrijdformulier staan. Tijdens de wedstrijden mocht er doorlopend gewisseld worden. Voordat de Vrouwen Beloftencompetitie werd ingesteld namen de beloftenteams deel aan de Topklasse. De competitie startte in 2018 met acht teams en groeide door naar twaalf teams in het seizoen 2022/23.
Tot en met het seizoen 2021/22 deden de beloftenteams niet mee aan het toernooi om de KNVB Beker. Vanaf het seizoen 2022/23 mocht de kampioen van de beloftencompetitie meedoen aan de KNVB Beker. Het beloftenelftal van PSV, kampioen in 2022, bereikte daarin de halve finale.

### Opzet
De Vrouwen Eerste divisie startte in het seizoen 2023/24 als opvolger van de Vrouwen Beloftencompetitie en had in haar eerste seizoen nog veel kenmerken van de voormalige beloftencompetitie. Twaalf van de dertien deelnemende teams aan het debuutseizoen waren jong-elftallen van de clubs die in de Vrouwen Eredivisie uitkwamen. Enkel Sparta Rotterdam was in het debuutseizoen de enige club die met haar eerste elftal uitkwam in de Vrouwen Eerste divisie. Er mochten maximaal drie speelsters ouder dan 19 jaar op het wedstrijdformulier staan, met uitzondering van de keepsters. Er was nog geen limiet aan het aantal wissels en wisselmomenten. Ook zou er geen promotie en degradatie plaatsvinden tussen de Vrouwen Eredivisie en Eerste divisie na afloop van het seizoen 2023/24.
De teams in de Vrouwen Eerste divisie waren ingedeeld in twee niveaus, Vrouwen Eerste divisie poule A (voor de zes sterkste teams) en Vrouwen Eerste divisie poule B (voor de overige zeven teams). De clubs speelden in het najaar een volledige competitie binnen hun niveau (A of B). Aan het eind van de najaarscompetitie degradeerden de nummers 5 en 6 van niveau A naar niveau B en promoveerden de nummers 1 en 2 van niveau B naar niveau A. Aan het eind van de voorjaarscompetitie die volgde, vonden promotie en degradatie plaats volgens dezelfde regels.
In het eerste seizoen van de Vrouwen Eerste divisie (2023/24) werd Jong PSV zowel najaarskampioen, als voorjaarskampioen van de Eerste Divisie A. Het team uit Eindhoven werd zo dus de allereerste kampioen van de Vrouwen Eerste divisie. Zij werden gevolgd door Jong Ajax, dat beide keren op de tweede plaats eindigde. Jong FC Twente werd najaarskampioen van de Eerste divisie B, waar Jong AZ voorjaarskampioen werd.

### Uitbreiding
Op 20 maart 2024 werd bekend dat met ingang van het seizoen 2024/25 NAC Breda en De Graafschap zouden toetreden tot de competitie. Vanaf datzelfde seizoen zou ook een promotie- en degradatieregeling van start gaan. De Vrouwen Eerste divisie moest daardoor aantrekkelijker worden voor nieuwe clubs, omdat ze via deze regeling promotie naar de Vrouwen Eredivisie konden bewerkstelligen.
Ruim een jaar later werd de competitiestructuur reeds herzien door de voetbalbond. Hierin werd besloten tot de toevoeging van de Vrouwen Tweede divisie, wat zal dienen als instapniveau voor nieuwe clubs. Hierdoor zal FC Groningen niet in de Vrouwen Eerste divisie, maar in de Vrouwen Tweede divisie debuteren in het vrouwenvoetbal. Door het wegvallen van Fortuna Sittard mocht NAC Breda onder aangepast voorwaarden promoveren naar de Vrouwen Eredivisie.

## Deelnemende clubs

### Seizoen 2025/26
| De Graafschap    | Doetinchem  | Gelderland    | 2 | 0 |
| Jong Ajax        | Amsterdam   | Noord-Holland | 3 | 1 |
| Jong AZ          | Wijdewormer | Noord-Holland | 3 | 0 |
| Jong PSV         | Eindhoven   | Noord-Brabant | 3 | 1 |
| Jong FC Twente   | Hengelo     | Overijssel    | 3 | 0 |
| Jong FC Utrecht  | Utrecht     | Utrecht       | 3 | 0 |
| Sparta Rotterdam | Rotterdam   | Zuid-Holland  | 3 | 0 |

## Kampioenen
| Overzicht van kampioenen van de Vrouwen Beloftencompetitie          | Overzicht van kampioenen van de Vrouwen Beloftencompetitie |
| Seizoen                                                             | Club                                                       |
| ------------------------------------------------------------------- | ---------------------------------------------------------- |
| 2018/19                                                             | Jong Ajax                                                  |
| 2019/20                                                             | —                                                          |
| 2020/21                                                             | —                                                          |
| 2021/22                                                             | Jong PSV                                                   |
| 2022/23                                                             | Jong Ajax                                                  |
| Overzicht van kampioenen van de Vrouwen Eerste divisie A (algeheel) |                                                            |
| 2023/24                                                             | Jong PSV                                                   |
| 2024/25                                                             | Jong Ajax                                                  |

| Overzicht van kampioenen van de Vrouwen Eerste divisie A | Overzicht van kampioenen van de Vrouwen Eerste divisie A | Overzicht van kampioenen van de Vrouwen Eerste divisie A | Overzicht van kampioenen van de Vrouwen Eerste divisie B | Overzicht van kampioenen van de Vrouwen Eerste divisie B |
| Seizoen                                                  | Competitie                                               | Club                                                     | Competitie                                               | Club                                                     |
| -------------------------------------------------------- | -------------------------------------------------------- | -------------------------------------------------------- | -------------------------------------------------------- | -------------------------------------------------------- |
| 2023/24                                                  | Najaar                                                   | Jong PSV                                                 | Najaar                                                   | Jong FC Twente                                           |
| 2023/24                                                  | Voorjaar                                                 | Jong PSV                                                 | Voorjaar                                                 | Jong AZ                                                  |
| 2024/25                                                  | Najaar                                                   | Jong PSV                                                 | Najaar                                                   | NAC Breda                                                |
| 2024/25                                                  | Voorjaar                                                 | Jong Ajax                                                | Voorjaar                                                 | Jong AZ                                                  |

## Overzichtslijsten

### Aantal seizoenen
Vetgedrukt de clubs die in 2025/26 in de Vrouwen Eerste divisie spelen. 
| Club                 | /3 | Periode   |
| -------------------- | -- | --------- |
| Jong Ajax            | 03 | 2023–2026 |
| Jong AZ              | 03 | 2023–2026 |
| Jong PSV             | 03 | 2023–2026 |
| Sparta Rotterdam     | 03 | 2023–2026 |
| Jong FC Twente       | 03 | 2023–2026 |
| Jong FC Utrecht      | 03 | 2023–2026 |
| De Graafschap        | 02 | 2024–2026 |
| Jong ADO Den Haag    | 02 | 2023–2025 |
| Jong Excelsior       | 02 | 2023–2025 |
| Jong Feyenoord       | 02 | 2023–2025 |
| Jong Fortuna Sittard | 02 | 2023–2025 |
| Jong sc Heerenveen   | 02 | 2023–2025 |
| Jong PEC Zwolle      | 02 | 2023–2025 |
| Jong Telstar         | 02 | 2023–2025 |
| NAC Breda            | 01 | 2024–2025 |